# 刘力贞
刘力贞（1929年—2014年11月3日），原名刘力真，陕西省保安县（今志丹县）人，中华人民共和国政治人物、刘志丹之女、张光之妻。
早年丧父，后在延安读书。1938年，进入中国人民抗日军事政治大学，后被送去苏联上学，因张国焘变节，后回国担任延安大学校部秘书，嫁《陕西日报》记者张光。(刘力贞去苏联上学途中走到甘肃就回延安了。)1949年，赴中国医科大学学医。后考入上海第一医学院研究生，毕业后留院工作，之后迁居陕北巡回医疗。文化大革命中备受磨难；1980年，补选陕西省人民代表大会常务委员会副主任。2014年11月3日去世。